# 蒂卢瓦和贝莱
蒂卢瓦和贝莱（法語：Tilloy-et-Bellay，法語發音：[tilwa e belɛ]）是法国马恩省的一个市镇，属于香槟沙隆区。

## 地理
蒂卢瓦和贝莱（49°1'2"N, 4°36'49"E）面积19.34 平方千米，位于法国大東部大區马恩省，该省份为法国东北部内陆省份，北起阿登省，西北接埃纳省，西南接塞纳-马恩省，南至奥布省，东南接上马恩省，东临默兹省。
与蒂卢瓦和贝莱接壤的市镇（或旧市镇、城区）包括：欧沃、香槟地区拉克鲁瓦、圣雷米叙比西、索姆韦勒。
蒂卢瓦和贝莱的时区为UTC+01:00、UTC+02:00（夏令时）。

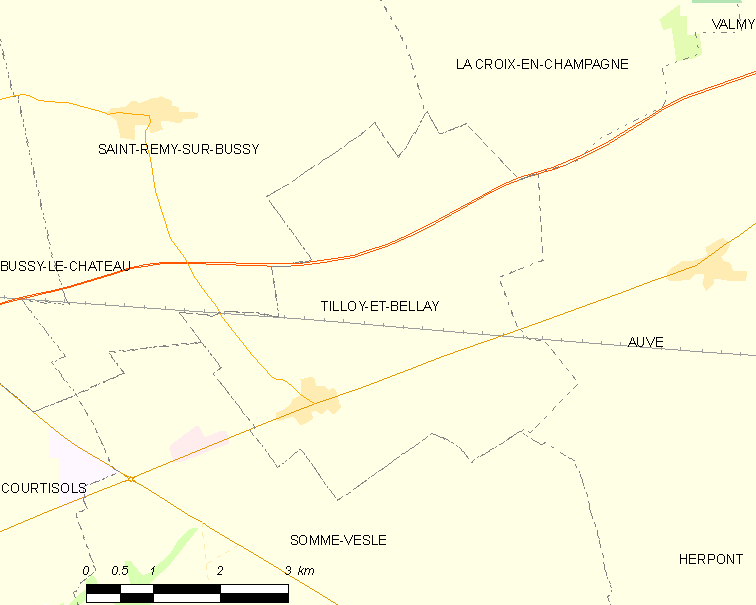
蒂卢瓦和贝莱的OSM定位图

## 行政
蒂卢瓦和贝莱的邮政编码为51460，INSEE市镇编码为51572。

## 政治
蒂卢瓦和贝莱所属的省级选区为阿戈讷-叙普-韦勒县。

## 人口

1962-2008年间蒂卢瓦和贝莱人口变化图示

蒂卢瓦和贝莱于2022年1月1日时的人口数量为234人。